# Frobisher
Frobisher es un pueblo canadiense situado en la provincia de Saskatchewan.

## Superficie
Frobisher tiene una superficie de 1,43 km².

## Demografía
En 2021, tenía 127 habitantes, una densidad poblacional de 89,1 hab./km², y 71 viviendas.